# 柿铺街道
柿铺街道，是中华人民共和国湖北省襄阳市樊城区下辖的一个乡镇级行政单位。

## 行政区划
柿铺街道下辖以下地区：
柿铺社区、柿铺东社区、柿铺西社区、韩洼社区、白湾社区、杨湖社区、张桥村、梁坡村和王伙村。